# Oryzias woworae
Espèce
Statut de conservation UICN

 EN  : En danger
Oryzias woworae est une espèce de poissons d'eau douce de la famille des Adrianichthyidae.

## Répartition
Cette espèce est endémique de Muna, une île indonésienne au sud-est de Célèbes.

## Description

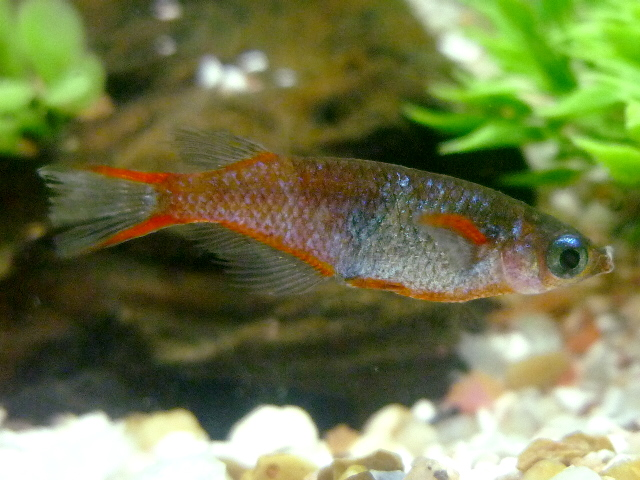
Oryzias woworae, en aquarium.

Oryzias woworae peut mesurer jusqu'à 28 mm, queue non comprise.

## Systématique
Le nom valide complet (avec auteur) de ce taxon est Oryzias woworae Parenti (d) & Hadiaty (d), 2010,.

### Étymologie
Son épithète spécifique, woworae, lui a été donnée en l'honneur de la carcinologiste Daisy Wowor (d) (1956-) du Muséum de zoologie de Bogor qui a collecté l'holotype et « qui a eu la prévoyance de prendre des photos en couleur de ces poissons en vie ».

### Publication originale
- (en) Lynne R. Parenti et Renny K. Hadiaty, « A New, Remarkably Colorful, Small Ricefish of the Genus Oryzias (Beloniformes, Adrianichthyidae) from Sulawesi, Indonesia », Copeia, Société américaine des ichtyologistes et des herpétologistes, vol. 2010, no 2,‎ 20 mai 2010, p. 268-273 (ISSN 0045-8511 et 1938-5110, OCLC 1565060, DOI 10.1643/CI-09-108).